# Expedice 7
Expedice 7 byla sedmá posádka dlouhodobě obývající Mezinárodní vesmírnou stanici (ISS). Velitel Jurij Malenčenko (Rusko) a vědecký pracovník Edward Lu (USA) startovali z kosmodromu Bajkonur 26. dubna 2003 na palubě Sojuzu TMA-2, se stanicí ISS se spojili 28. dubna. Na stanici přijali dva zásobovací Progressy. Po půlročním pobytu předali stanici Expedici 8 a přistáli na Zemi.

## Posádka
- Jurij Malenčenko (3) velitel – Roskosmos (CPK)
- Edward Lu (3) palubní inženýr a vědecký pracovník – NASA

V závorkách je uveden dosavadní počet letů do vesmíru včetně této mise.

## Záložní posádka
- Michael Foale – velitel – NASA
- Alexandr Kaleri – palubní inženýr – Roskosmos (RKK Eněrgija)

## Průběh mise
Po havárii raketoplánu Columbia byly pozastaveny lety raketoplánů, proto nebylo nadále možné měnit základní posádky při návštěvách raketoplánů. Počínaje Expedicí 7 nové posádky dopravovaly lodě Sojuz. Také výstavba stanice musela být, bez modulů a konstrukčních dílů vynášených raketoplány, zastavena.
Expedice 7 startovala v Sojuzu TMA-2 z kosmodromu Bajkonur v Kazachstánu 26. dubna 2003 v 03:54 UTC. U vesmírné stanice přistáli 28. dubna v 5:56 UTC. Novou posádku přivítali členové Expedice 6 – americký velitel Kenneth Bowersox, ruský palubní inženýr Nikolaj Budarin a americký vědecký pracovník Donald Pettit. Během týdne nová posádka převzala stanici a 4. května se Bowersox, Budarin a Pettit v Sojuzu TMA-1 vrátili na Zem.
Běžnou rutinu života na stanici osvěžil přílet zásobovacího Progressu M1-10 dne 11. června. Od 31. srpna 2003 kosmonauti vykládali další zásobovací loď Progress M-48. 15. října 2003 se spolu s nimi na orbitě nacházela i čínská pilotovaná loď Šen-čou 5, na palubě s Jang Li-wejem, prvním čínským kosmonautem, dopraveným čínskými vlastními prostředky. S touto lodí navázala posádka Expedice 7 rádiové komunikační spojení.
Dne 20. října 2003 přiletěli v Sojuzu TMA-3 Michael Foale a Alexandr Kaleri (Expedice 8) se španělským kosmonautem ESA Pedrem Duquem. Malenčenko a Lu předali stanici nováčkům a s Duquem se 28. října vrátili v Sojuzu TMA-2 na Zem.